# فرد أنطون
فرد أنطون (بالإنجليزية: Fred Anton)‏ هو محامي أمريكي، ولد في 1934 في فيلادلفيا في الولايات المتحدة.